# Bunte Funkminuten
Bunte Funkminuten (abgekürzt: Bufus; ehemals 90 Bunte Funkminuten) ist eine Hörfunksendung im Saarländischen Rundfunk (SR), die seit 1963 gesendet werden.

## Geschichte und Konzept
Im Vormittagsprogramm des Saarländischen Rundfunks war bereits beim Vorgänger Radio Saarbrücken eine Sendepause ausgestrahlt worden, die beim Wechsel zum Saarländischen Rundfunk beibehalten wurde. Dies sollte 1963 mit den Bunten Funkminuten geändert werden. Zum einen hatte der SR Konkurrenz von Radio Luxemburg bekommen, zum anderen war es nicht mehr nötig, die täglichen Messarbeiten tagsüber zu senden.
Dem damaligen Familienmodell zugrunde gelegt, handelte es sich um eine klassische Hausfrauenzeit. Man entschied sich daher dazu, einen Mix aus Unterhaltungs-, Service- und Musiksendung zu konzipieren. Idee und Konzept entwickelten Programmdirektor William Zilius und Intendant Franz Mai. Die Wortbeiträge sollten höchstens drei Minuten umfassen, das Programm möglichst nebenbei gehört werden. Dementsprechend war zu Beginn der Musikanteil auf etwa 65 Minuten und der Moderationsanteil auf ca. 25 Minuten angesetzt.
Gewünscht wurde ein Moderator, der bei den Frauen gut ankam. Programmchef Albert-Carl Weiland entschied sich für Klaus Groth, der vom Süddeutschen Rundfunk zunächst als freier Mitarbeiter zum SR wechselte. Zu Beginn sollte er sich mit Christa Adomeit und Klaus Greinke abwechseln, doch schon nach kurzer Sendedauer war nur noch Groth der Moderator der 90-minütigen Sendung.
Zunächst unter dem Titel 90 bunte Funkminuten gestaltete Grothe das tägliche Vormittagsprogramm von 9:30 Uhr bis 11:00 Uhr. Am 2. Januar 1964 wurde der Sender in Europawelle Saar umbenannt, die Sendung blieb erhalten und wurde schon bald zu einem Aushängeschild des Senders.
Im Sommer wurde häufig eine Livesendung aus Marseille gesendet, wo Groth seinen Urlaub nahm. Das tägliche Programm umfasste Musik, vor allem Schlager und Volksmusik, aber auch Verbraucherinformationen, unter anderem Rezepte, Garten-, Hausfrauen- und Erziehungstipps sowie in den Schulferien auch Feriengeschichten für die Kleinen. Einige Beiträge wurden auch von Fachredaktionen entwickelt.
Groth entwickelte zusammen mit Nachrichtenredakteur Hans-Jürgen Immler auch die Kultfigur „Tante Amalie von Borschimmen“, die von ihm mit verstellter Stimme dargestellt wurde. Dabei handelte es sich um eine besserwisserische Ostpreußin, die nun bei ihrem Neffen Klaus Groth lebte. Diese trat immer montags in der Sendung auf. Sie ist auch Titelfigur eines von Groth herausgegebenen Kochbuchs, das aus Hörerrezepten bestand.
Im Mai 1980 verstarb Groth an einem angeborenen Herzfehler. Kurz vorher war die Sendung auf SR3 gewechselt. Sein Nachfolger wurde Peter Maronde.
Die Sendung existiert bis heute weiter, wurde jedoch im Laufe der Jahre auf eine drei Stunden lange Sendung ausgedehnt. Ein weiterer bekannter Moderator war Bernhard Stigulinszky, der von 1993 bis 2014 die Sendung moderierte und dort seine „Funkgedichte“ verbreitete. Heute wird die Sendung von Eberhard Schilling, Christian Job und Carmen Bachmann moderiert.